# Convent de Santiago de Moncalvo
El convent de Santiago de Moncalvo d'Acebo (Càceres) és un antic convent franciscà situat inicialment al Cerro de Moncalvo i posteriorment a l'Horta del Fraile de Acebo.
Originàriament era en un convent de monges en el Cerro de Moncalvo del qual es té la primera constància el 1517. Posteriorment, les monges van abandonar aquest convent i es va fer càrrec d'ell una comunitat de frares de tercers de l'Orde Regular de Sant Francesc. El 1587 els frares terciaris van ser obligats a lliurar el convent als franciscans observants, però llavors l'edifici ja estava en ruïnes. Els franciscans observants van traslladar el convent al lloc de l'antiga ermita de l'Espíritu Santo prop del nucli urbà d'Acebo el 4 de novembre de 1595. Allí es va edificar un nou edifici amb església, refectori, porteria, horta i diversos dormitoris.
El convent va arribar a tenir 18 frares al començament del segle xviii, però a partir d'aquest moment el seu nombre va disminuir progressivament. Al començament del segle xix l'edifici estava molt deteriorat. El convent va ser tancat el 21 de maig de 1821 a causa de la Llei sobre monestirs i convents de 25 d'octubre de 1820, però els frares van tornar a ocupar-ho després del Trienni Liberal (1820-1823). Va ser suprimit definitivament pels decrets de exclaustració de 1835.